# کونتور سینقا (انکاش)
کونتور سینقا (به اسپانیایی: Kuntur Sinqa) یک کوه در پرو است که در پرو واقع شده‌است. کونتور سینقا ۴٬۶۳۰ متر بالاتر از سطح دریا واقع شده‌است.